# AS Trikala 2000
AS Trikala 2000 (griechisch ΑΣ Τρίκαλα 2000) war eine griechische Basketballmannschaft aus dem thessalischen Trikala.

## Geschichte
Trikala 2000 entstand am 13. September 1999 als die zwei Traditionsvereine aus Trikala „Danaos“ und „Sporting“ fusionierten. Die neu gegründete Mannschaft startete daraufhin unter dem Präsidenten Konstantinos Dais in der Gamma Ethniki, der vierten Liga Griechenlands. 2003 gewann Trikala die Meisterschaft und stieg infolgedessen in die „Beta Ethniki“ auf. 2006 gewann der Verein die Meisterschaft der dritten und 2008 die Meisterschaft der zweiten Liga (A2 Ethniki). Zwischen 2008 und 2010 spielte Trikala in der höchsten griechischen Spielklasse, was zuvor keiner Mannschaft aus Trikala gelang.
Nach dem Abstieg 2010 stellte der Verein aufgrund anhaltender finanzieller Probleme den Spielbetrieb ein.

## Bedeutende oder bekannte ehemalige Spieler
- William Avery
- Mark Dickel

## Bedeutende oder bekannte ehemalige Trainer
- Evangelos Angelou
- Yannis Christopoulos